# Pholcus crassus
Pholcus crassus is een spinnensoort uit de familie trilspinnen (Pholcidae). De soort komt voor in Korea. 